# Копнена војска Србије
Копнена војска (скраћено КоВ) је најмасовнији и најстарији вид војске. Њена организација, састав, оружје и опрема прилагођени су додељеним мисијама и задацима Војске Србије, пре свега за дејства на копну.
Дан Копнене војске обележава се 16. новембра. Тог дана 1914. године почела је једна од најзначајнијих битака у Првом светском рату, Колубарска битка. Носилац борбених дејстава српске војске у току те битке било је једанаест пешадијских и једна коњичка дивизија, подржане са 426 артиљеријских оруђа.
Командант Копнене војске је генерал-мајор Зоран Насковић.

Команда КоВ се налази у Нишу.

## Основни задаци
- одвраћање од оружаног угрожавања
- одбрана територије,
- обезбеђење услова за мобилизацију и развој Војске и других органа и организација система одбране,
- учешће у мировним операцијама и међународној војној сарадњи и
- подршка цивилним властима у супротстављању невојним изазовима, ризицима и претњама безбедности

## Организација и структура
- 246. Батаљон АБХО
- 3. Батаљон Војне полиције
- 5. Батаљон Војне полиције
- 21. Батаљон везе
- 1. Бригада КоВ
  - 10. Командни батаљон
  - 11. Пешадијски батаљон
  - 111. Пешадијски батаљон
  - 12. Самоходни хаубички артиљеријски батаљон
  - 13. Дивизион СВРЛ (Самоходни вишецевни ракетни лансери)
  - 14. ард ПВО
  - 15. Тенковски батаљон
  - 16. Механизовани батаљон
  - 17. Механизовани батаљон
  - 18. Инжењеријски батаљон
  - 19. Логистички батаљон
- 2. Бригада КоВ
  - 20. Командни батаљон
  - 21. Пешадијски батаљон
  - 22. Пешадијски батаљон
  - 23. Самоходни хаубички артиљеријски батаљон
  - 24. Дивизион СВРЛ (Самоходни вишецевни ракетни лансери)
  - 25. ард ПВО
  - 26. Тенковски батаљон
  - 27. Механизовани батаљон
  - 28. Механизовани батаљон
  - 29. Логистички батаљон
  - 210. Инжењеријски батаљон
- 3. Бригада КоВ
  - 30. Командни батаљон
  - 31. Пешадијски батаљон
  - 32. Пешадијски батаљон
  - 33. Самоходни хаубички артиљеријски батаљон
  - 34. Дивизион СВРЛ (Самоходни вишецевни ракетни лансери)
  - 35. ард ПВД
  - 36. Тенковски батаљон
  - 37. Механизовани батаљон
  - 38. Механизовани батаљон
  - 39. Логистички батаљон
  - 310. Инжењеријски батаљон
- 4. Бригада КоВ
  - 40. Командни батаљон
  - 41. Пешадијски батаљон
  - 42. Пешадијски батаљон
  - 43. Самоходни хаубички артиљеријски батаљон
  - 44. Дивизион СВРЛ (Самоходни вишецевни ракетни лансери)
  - 45. ард ПВО
  - 46. Тенковски батаљон
  - 47. Механизовани батаљон
  - 48. Механизовани батаљон
  - 49. Логистички батаљон
  - 410. Инжењеријски батаљон
- Мешовита артиљеријска бригада
  - Командни дивизион
  - 1. Топовско-хаубички артиљеријски дивизион
  - 2. Топовско-хаубички артиљеријски дивизион
  - 3. Tоповски артиљеријски дивизион
  - 4. Топовски артиљеријски дивизион
  - Самоходни топовско-хаубички дивизион
  - Мешовити ракетни артиљеријски дивизион
  - Логистички батаљон
- Речна флотила
  - Први речни одред
  - Други речни одред
  - Први понтонирски батаљон
  - Други понтонирски батаљон

## Опрема

### Тенкови
- Тенк Т-55 ~250 (100 у активној резерви, преко 150 нестратешкој резерви)
- Тенк M-84 — 199 (+31 у резерви) (у току серијска модернизација)
- Тенк Т-72М — 13 (+48 у резерви)
- Тенк Т 72Б1МС — 30 (донација од стране Русије)

### Оклопни транспортери и борбена возила пешадије
- БВП M-80А — 320 (200 у резерви) (у току серијска модернизација)
- ОТ БТР-50ПК — 12 (28 у резерви) (користе се као командна возила при оклопним јединицама и ПВО)
- БВП БТР-60 ПУ-12 — 10 (50 у резерви) (користе се као командна ПВО са Стрелама-1М)
- Борбено вишенаменско оклопно возило Лазар 3 — 18 (у току даље опремање)
- Борбено вишенаменско оклопно возило БОВ М16 Милош — 25 (у току даље опремање)
- Борбено извиђачко оклопно возило БОВ КиВ — 10+ (у току даље опремање)
- Борбено извиђачко оклопно возило БРДМ-2 — 36 (20 у резерви)
- Борбено извиђачко оклопно возило БРДМ-2МС — 30 (донација од стране Русије)
- Возило полицијско борбено БОВ М-86 — 52 (користи их Војна полиција)
- Противоклопно возило БОВ-1 — 48 (48 у резерви)
- Оклопни транспортер МТ-ЛБу — 32 (командно возило при самоходним хаубичким артиљеријским дивизионима)
- Оклопни аутомобил Humvee — 40 (донација САД за мировне операције).

### Вучна артиљерија
- Минобацачи М-74 и М75 120mm — 57
- Минобацач М-69 82mm — 106
- Минобацач М-57 60mm — ?
- Топ 130mm М-46 — 36
- Топ-хаубица 152mm Нора А — 36
- Хаубица 122mm Д30 — 72 (у резерви)
- Хаубица 105mm М-56 — 200+ (у резерви)
- Топ Зис 3 76mm — 18 (у служби гарде)

### Самоходна артиљерија и ракетна артиљерија
- Самоходна хаубица 122mm 2С1 Гвоздика — 72 (9 у резерви) (модернизација у току)
- Самоходна хаубица 155mm Нора Б-52 — 18 (још 18 поручено)
- СВРЛ М-94 Пламен-С — 18 (24 у резерви)
- СВРЛ М-77 Огањ — 53 (~70 у резерви)
- СВЛР "дигитализовани" Огањ — 7
- СВЛР М-18 Огањ — ? (Опремање у току)
- СВРЛ М-87 Оркан — 4

### ПВО средства у Копненој војсци
- ПА топ Бофорс 40 mm Л/70 — 60 (навођен Жирафом)
- М53/59 Прага — 48+(100)
- БОВ 3 — 60
- рс ПВО 9К31 Стрела-1М — 18+(36)
- рс ПВО 9К35М стрела Стрела-10М — 6
- Лаки преносиви рс ПВО ШИЛО
- Пасарс 16 (наоружан Стрелом 1М, Иглом и Мистралом) — 24

### Неборбена возила
- 2000-3500 теренских моторних возила (Пух 300гд, УАЗ-469, Пинцгауер, Застава НТВ)
- 5000-7000 теретних моторних возила (ФАП-1118, ФАП-2228, ФАП-2026, ТАМ-110, ТАМ-130, ТАМ-150, КрАЗ, ФАП-2632 8x8, MAZ 8x8)
- 400—550 инжињеријских возила (Т-55ТЗИ, МТ-55А, ВИУ-55 Муња, БТМ-3)

### Против-оклопни ракетни системи
- 9M133 Kornet
- 9М14 Маљутка
- 9К111 Фагот
- M-80 Зоља

### Пешадијско наоружање
- Пиштољ 9mm Застава CZ99
- Пиштољ Застава ЦЗ999
- Пиштољ Хеклер и Кох УСП
- Пиштољ Глок17
- Пиштољ Џерихо 941
- Аутомат 7,62×39mm Застава М92
- Далекометна пушка 12.7mm М93 Црна Стрела
- Далекометна пушка 12.7mm Берет М95
- Снајперска пушка 7.9mm M76
- Снајперска пушка 7.62mm M91
- Снајперска пушка 7.62mm Сако ТРГ 22-42
- Пушка аутоматска 5.56mm M21С
- Аутоматска пушка Хеклер и Кох МП5
- Аутоматска пушка Хеклер и Кох УМП9
- Аутоматска пушка Узи
- Аутоматска пушка Хеклер и Кох 416
- Аутоматска пушка Колт М4
- Аутоматска пушка СИГ СГ550
- Аутоматска пушка Штајер АУГ
- Аутоматска пушка Хеклер и Кох Г3
- Аутоматска пушка Хеклер и Кох Г36
- Аутоматска пушка M85
- Аутоматска пушка M90
- Аутоматска пушка Застава М70
- Аутоматска пушка АК 101
- Аутоматска пушка Застава M85
- Аутоматска пушка Застава М-19
- Аутоматска пушка ФН СКАР
- Митраљез 7.62mm M72
- Митраљез 7.62mm M84
- Митраљез 12.7mm M87
- Митраљез 12.7mm Браунинг М2
- Митраљез 5.56mm ФН МИНИМИ ПАРА
- Бацач граната аутоматски Застава М93 (БГА)

### Галерија
- Тенк М84АБ1
- Т 55Х
- БВП М80А
- Лазар 3
- СВЛР Оркан
- СВЛР Огањ (модернизовани)
- БОВ М11
- БОВ 1
- БОВ ВП
- Ралас
- БОВ 3
- Шумадија (ускоро увођење у службу)